# 胡明樹
胡明樹（1941年—1977年），原名徐善衡，又名徐力衡、陳姆生，籍貫廣西桂平，香港兒童文學詩人、作家及翻譯家。

## 生平
胡明樹中學在中山大學附屬中學度過，後赴日本法政大學修讀文學系，1937年回國，次年在桂林參與抗日文藝活動。
戰後胡明樹到香港定居，在《新兒童》發表大量原創及翻譯的兒童文學作品。

## 作品
- 詩歌：
  - 《香港仔》
- 小說：
  - 《貪心的猴子》
  - 《海灘上的裝甲部隊》
  - 《小黑子流浪記》
  - 《小黑子尋母記》
- 評論：
  - 《一九四九年兒童節日兒童文化工作者宣言》（與曾昭森聯署）